# 韋斯尼揚卡 (切爾沃諾阿爾米西克區)
50°34′8″N 28°15′47″E / 50.56889°N 28.26306°E
韋斯尼揚卡（烏克蘭語：Веснянка）是烏克蘭北部的村莊，隸屬日托米爾州的日托米爾區。該村面積0.7平方公里，海拔高度232米，2001年該村落人口201。